# بزرگراه آزادی (مشهد)
بزرگراه آزادی با ۲ باند اصلی و ۲ باند فرعی و مجموعاً ۱۰ لاین، یکی از معابر مهم مشهد است. این بزرگراه به طول ۱۰ کیلومتر، میدان آزادی را به پایانه غرب مشهد متصل می‌کند و یکی از شاهراه‌های اصلی شهر محسوب می‌شود که از محله‌های امیریه، ایثارگران، نوید، شهرک رازی، شهرک امام هادی، خاتم‌الانبیا، زیبا شهر، بهاران، شهید فرامرز عباسی، آزادشهر، سجاد شهر و ملک‌آباد عبور می‌کند و ورودی غربی مشهد را به قسمت‌های مهم آن نزدیک می‌کند. این بزرگراه به دلیل مجاورت با بوستان ملت ورودی بلوار وکیل آباد، بلوار سجاد، بلوار معلم و پایانه اتوبوسرانی آزادی و ایستگاه قطارشهری خط ۱ آزادی، یکی از پرترددترین تقاطع‌های مشهد را به ارمغان آورده است.
بزرگراه آزادی سابقاً از میدان آزادی تا بزرگراه مشهد-قوچان بود تا اینکه با تصویب شورای اسلامی مشهد حد فاصل میدان قائم تا سه راه فردوسی، به نام پیامبر اعظم (ص) نامگذاری شد. این بزرگراه به معابر مهمی مانند بلوار سجادیه، بلوار شهید جراح، بزرگراه شهید چراغچی، کنارگذر بزرگراه چراغچی، خیابان رازی، امام هادی، بلوار شاهد، بزرگراه امام علی و همچنین بلوار معلم متصل می‌شود. محدودهٔ نیمه جنوبی بزرگراه آزادی از مناطق خوش‌آب‌وهوا و تقریباً اعیان‌نشین مشهد محسوب می‌شود.
احداث بولوار آموزگار با هدف روان‌سازی ترافیک بزرگراه آزادی در اوایل دهه ۹۰ به روند توسعه محله شهید رضوی سرعت بخشید. در سال ۱۴۰۳، پروژه تعریض بزرگراه آزادی در حدفاصل بولوار سجاد تا میدان استقلال با هزینه‌ای بالغ بر ۱۵۰ میلیارد ریال انجام شد. این پروژه با هدف افزایش سطح سرویس و پایداری خطوط حرکت، حذف تداخلات در محل ورودی و خروجی بولوار سجاد و ورودی میدان استقلال از سمت میدان آزادی، اصلاح هندسی و جمع‌آوری آب‌های سطحی اجرا گردید.

## تقاطع‌ها
| از شمال به جنوب                  | از شمال به جنوب                                                                     |
| -------------------------------- | ----------------------------------------------------------------------------------- |
| تقاطع قائم                       | بزرگراه شهید چراغچی بزرگراه پیامبر اعظم بزرگراه امام علی                            |
| پل آموزگار                       | بلوار جانباز بلوار آموزگار بلوار امامت بوستان شمال                                  |
|                                  | کنارگذر آزادی دوربرگردان آزادی                                                      |
| ایستگاه اتوبوس میدان استقلال     |                                                                                     |
| میدان استقلال                    | بلوار فردوسی بلوار استقلال بلوار معلم بوستان ملت                                    |
|                                  | پارکینگ پارک ملت                                                                    |
| ایستگاه اتوبوس آزادی ۱۵          |                                                                                     |
|                                  | بلوار سجاد دوربرگردان آزادی                                                         |
| میدان آزادی                      | بزرگراه وکیل آباد بزرگراه شهید کلانتری بزرگراه شهید چراغچی بلوار ملک‌آباد بوستان ملت |
| ایستگاه اتوبوس میدان آزادی       |                                                                                     |
| ایستگاه مترو خط ۱ قطارشهری آزادی |                                                                                     |
| پل کلانتری                       | پل بزرگراه کلانتری-آزادی                                                            |
| از جنوب به شمال                  |                                                                                     |